# Sammlung Grässlin
Die Sammlung Grässlin ist eine von Dieter und Anna Grässlin aus Sankt Georgen im Schwarzwald und ihren Kindern Bärbel, Thomas, Sabine und Karola zusammengetragene Kunstsammlung. Die Privatsammlung umfasst Werke der Zeitgenössischen Kunst.

## Geschichte
Der Ursprung der Sammlung liegt in den 1970er Jahren, als die Eltern Grässlin begannen, Werke des deutschen Informel zusammenzutragen. Ihre Kinder sammelten ab 1981 Künstlerpositionen der 1980er Jahre. Ihr Augenmerk richtete sich auf die Kunst der unmittelbaren Gegenwart. Die Kunst der 1980er Jahre, für die sie sich entschieden, war keineswegs gefällig und umstritten. Vielmehr wurden Werke von Werner Büttner, Martin Kippenberger, Albert- und Markus Oehlen wie auch die plastischen Arbeiten von Isa Genzken, Hubert Kiecol, Georg Herold oder Meuser als sperrig, zynisch oder gar anmaßend empfunden. Positionen, die durch Ironie und Desavouierung dem bürgerlichen Verständnis von zeitgenössischer Kunst widersprachen. Seit Anfang der 1990er Jahre wird die Sammlung durch internationale junge Positionen wie Kai Althoff, Cosima von Bonin, Tom Burr, Mark Dion, Michael Krebber, Simon Dybbroe Møller, Christian Philipp Müller, Vincent Tavenne oder Jan Timme erweitert, die sich mit konzeptuellen Fragestellungen und Ortsbezogenheit auseinandersetzen.

## Künstler
Tim Berresheim, Werner Büttner, Fischli & Weiss, Günther Förg, Isa Genzken, Asta Gröting, Georg Herold, Mike Kelley, Hubert Kiecol, Martin Kippenberger, Michael Krebber, Meuser, Reinhard Mucha, Albert Oehlen, Markus Oehlen, Franz West, Christopher Williams, Heimo Zobernig, Kai Althoff, Cosima von Bonin, Clegg & Guttmann, Mark Dion, Hans-Jörg Mayer, Christian Philipp Müller, Manuel Ocampo, Tobias Rehberger, Andreas Slominski, Vincent Tavenne, Ina Weber, Joseph Zehrer, Tim Berresheim, Michael Beutler, Henning Bohl, Tom Burr, Sergej Jensen, Kalin Lindena, Michaela Meise, Simon Dybbroe Møller, Stefan Müller, Catherine Sullivan, Stephanie Taylor, Jan Timme.

## Kunstraum Grässlin
Der im Juni 2006 fertiggestellte Kunstraum Grässlin wurde von dem Kölner Architekten Lukas Baumewerd entworfen. Im Ausstellungsraum wie in den externen RÄUMEN FÜR KUNST werden in regelmäßigen Abständen künstlerische Positionen aus dem Sammlungsbestand präsentiert. Das Konzept der Sammlungspräsentation setzt auf eine Vernetzung mit der lokalen Stadtstruktur – der Neubau Kunstraum Grässlin wird begleitet von dem bereits seit 1995 bestehenden Projekt RÄUME FÜR KUNST, das leerstehende Ladenlokale und ehemalige Einzelhandelsgeschäfte als Ausstellungsorte nutzt.

## Räume für Kunst
In St. Georgen leerstehende Ladenflächen werden in der Zwischennutzung mit Kunst bespielt. Das Konzept „Räume für Kunst“ gibt es seit 1995. 2008 erweiterte Thomas Grässlin, Gesellschafter der Sammlung Grässlin, das Projekt unter dem Namen «Räume für Kunst und Scholz» auf verschiedene Orte in Stuttgart.

## Auszeichnungen
Im Jahr 2010 wurde die Familie Grässlin für ihre herausragenden Verdienste um die Vermittlung moderner Kunst mit dem ART COLOGNE Preis ausgezeichnet. Der Preis wurde von dem Bundesverband Deutscher Galerien und Editionen gemeinsam mit der koelnmesse gestiftet und seit 1988 jährlich anlässlich der Art Cologne verliehen.